# Comunità montana Alta Valle Arroscia
La Comunità montana Alta Valle Arroscia era un comprensorio montano della Liguria, in provincia di Imperia, formato dai comuni di: Aquila d'Arroscia, Armo, Borghetto d'Arroscia, Cosio di Arroscia, Mendatica, Montegrosso Pian Latte, Pieve di Teco, Pornassio, Ranzo, Rezzo e Vessalico.
L'ente locale aveva sede a Pieve di Teco e l'ultimo presidente è stato Renzo Brunengo.

## Storia
L'ente era stato istituito dopo le approvazioni delle leggi regionali n° 15 e 27 del 1973, emanate dalla Regione Liguria dopo l'istituzione ufficiale delle Comunità montane con la legge n° 1102 del 3 dicembre 1971. Primo presidente della Comunità fu Roberto Lucifredi, già promotore della stessa.
Con le nuove disposizioni della Legge Regionale n° 6 del 1978 la comunità montana assumeva, direttamente dalla regione, le funzioni amministrative in materia di agricoltura, sviluppo rurale, foreste e antincendio boschivo.
Con la disciplina di riordino delle comunità montane, regolamentate con la Legge Regionale n° 24 del 4 luglio 2008 e in vigore dal 1º gennaio 2009, l'ente locale era stato unito alla Comunità montana dell'Olivo che aveva portato all'istituzione della nuova Comunità montana dell'Olivo e Alta Valle Arroscia.
Non faceva più parte dell'originaria comunità montana il comune di Pieve di Teco che aveva delegato la Comunità Montana dell'Olivo e Alta Valle Arroscia alle funzioni amministrative in materia di agricoltura, sviluppo rurale, foreste e antincendio boschivo.